# Cases Nadal i Pujolà
Les cases Nadal i Pujolà són un conjunt de dos edificis «siamesos» d'habitatges de planta baixa, entresòl i tres pisos en cantonada, de mitjans del segle xix, situat al carrer dels Còdols, 18 i 20 de Barcelona. Com que no estan catalogat, li correspon la categoria D (bé d'interès documental), atorgada per defecte a tots els edificis del districte de Ciutat Vella.

## Història
El 2 de setembre del 1677, el Reial Patrimoni va establir en emfiteusi a l'hisendat de Cabrera d'Anoia Josep Móra i Pons un terreny situat al carrer dels Còdols, a cens de 20 sous anuals i una entrada de 40. El 13 de maig del 1784, el seu net Ferran de Móra i d'Esteve en vengué una part al comerciant Joan Salgado i Calsada, i el 16 de juny del mateix any, va demanar permís per a obrir un portal a la casa que hi havia construïda a la resta.

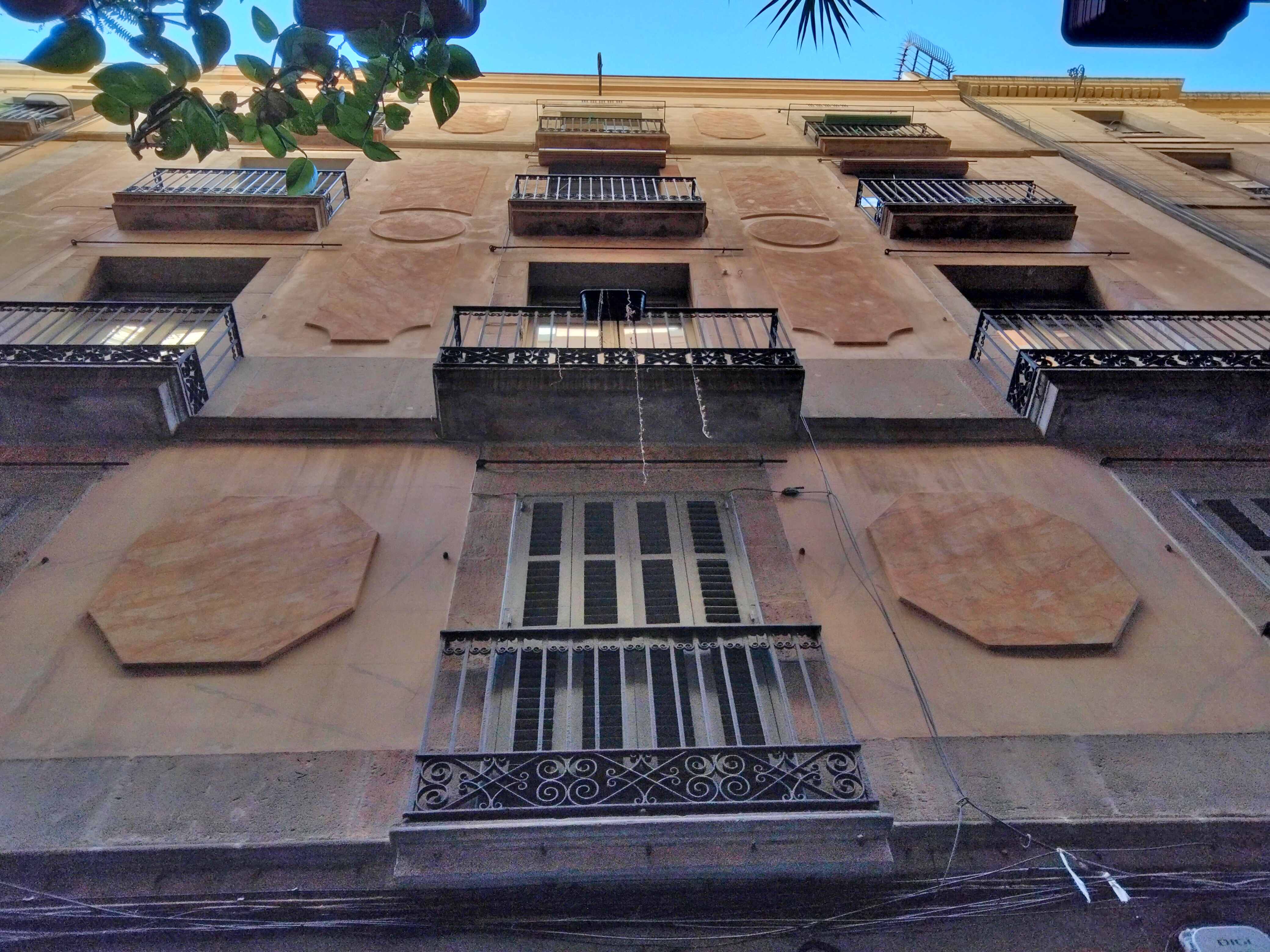
Detall de la façana

El 24 de desembre del 1847, Ferran de Móra i de Llança, net de l'anterior, va establir en emfiteusi a Joan Nadal i Pujolà (†1855) la finca del carrer dels Còdols, 1 (antic) a cens de 750 lliures anuals. El 29 de novembre del 1849, Joan en va vendre una part al seu germà Antoni Nadal i Pujolà (1812-1876), i el 1851, van edificar-hi dos edificis, el del núm. 18, propietat d'Antoni, i el del núm. 20, propietat de Joan.

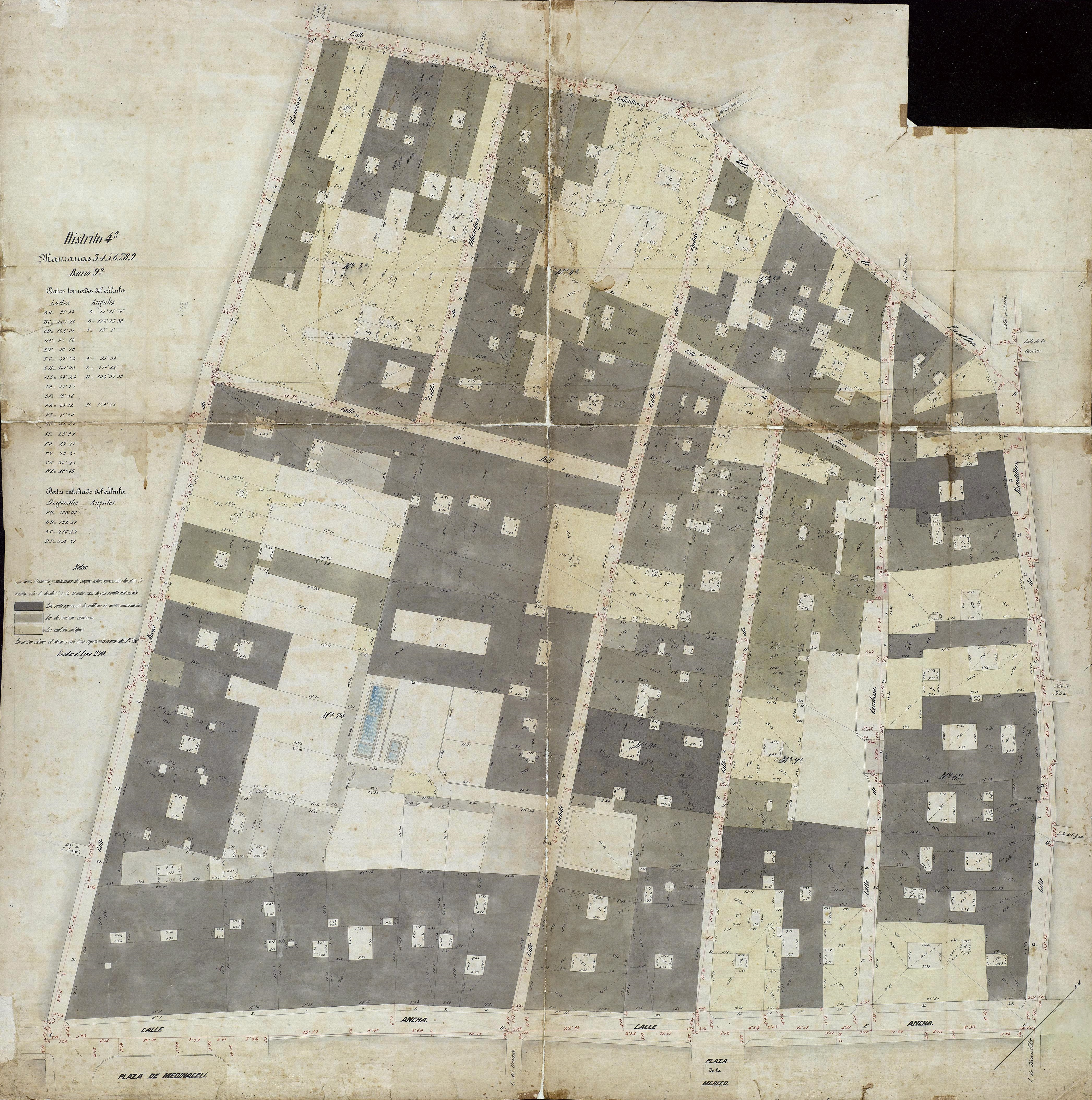
Quarteró núm. 113 de Garriga i Roca (c. 1860)

El 1863 hi havia la seu i el dipòsit de teixits en cru de la societat Nadal i Ribó: «Códols, 18 y 20. Gran depósito de tejidos en crudo, dichos empesas, mecánicas y de todas clases y anchuras. Sres. Nadal y Ribó, comerciantes capitalistas.», i ja al segle xx, la seu i el magatzem de la Societat Anònima Cooperativa del Ter.
A l'interior de l'illa (núm. 22) hi havia uns safaretjos, als quals s'hi accedia des del carrer dels Còdols mitjançant una porta, que el 1859 fou reconstruïda pel comerciant Joan Nadal i Ferrater (1778-1867), pare dels germans Nadal i Pujolà. Actualment, aquest espai ha estat incorporat a l'Escola Drassanes.